# Brüderstraße (Görlitz)
Die Brüderstraße in Görlitz gehört zur historischen Innenstadt und weist zahlreiche Gebäude aus der Renaissance auf. Sie verbindet den Görlitzer Ober- mit dem Untermarkt und ist ein Teil der Via regia. Benannt ist sie nach den Franziskanerbrüdern, zu deren ehemaligen Kloster am Obermarkt die Brüdergasse hinführte.

## Gebäude

### Brüderstraße 3

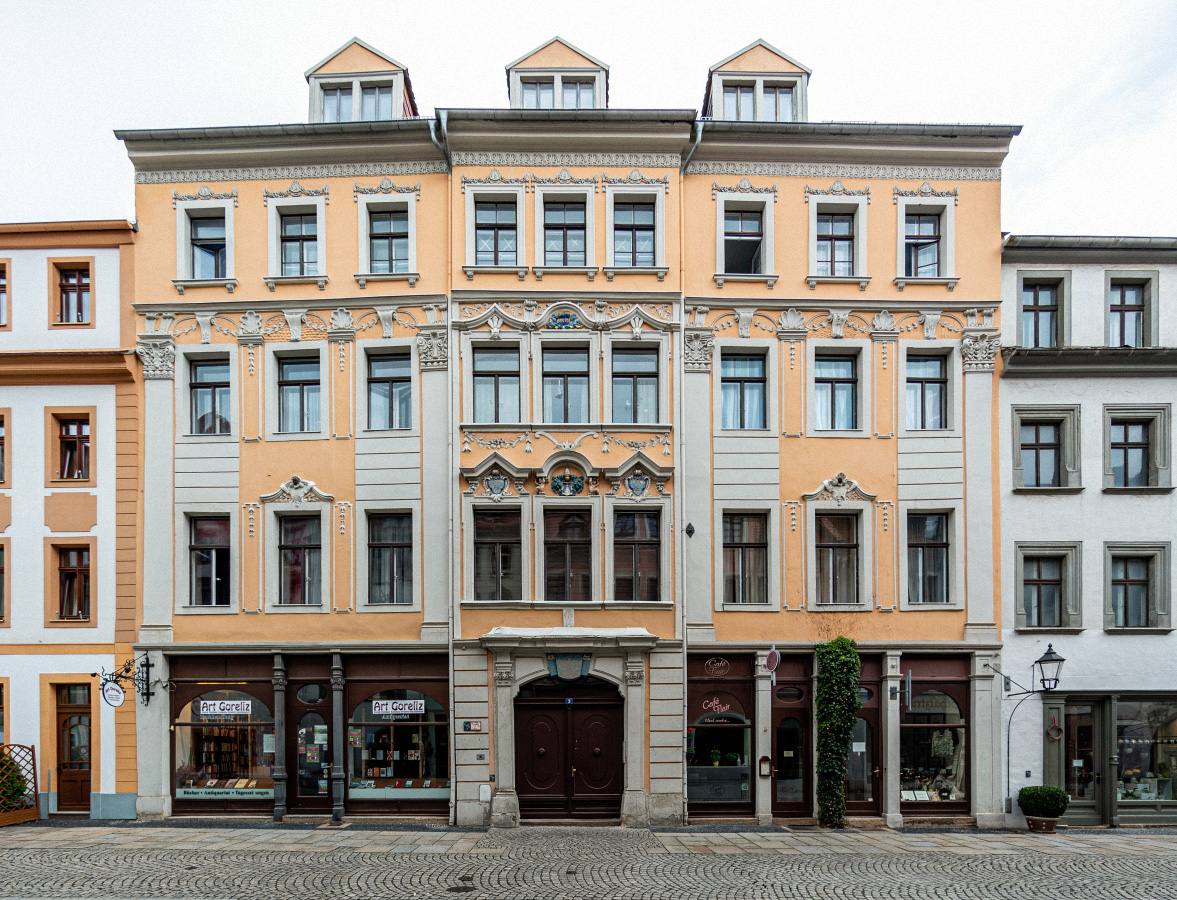
Brüderstraße 3

Der ehemalige Brauhof Brüderstraße 3 hat zahlreiche Veränderungen durchgemacht. 1504 wurden zwei benachbarte Häuser zu dem Haus mit der heutigen Adresse Brüderstraße 3 vereinigt; nach 1717 erhielt der Bau eine barocke Fassade. In mehreren Räumlichkeiten sind barocke Stuckdecken erhalten geblieben; im ersten Obergeschoss befindet sich auch eine ältere Wandmalerei. In der Zeit des Klassizismus wurde das ursprünglich zweigeschossige Gebäude aufgestockt. Im späten 19. Jahrhundert wurden Läden in das Haus eingebaut. In der Brüderstraße 3 wurde der Leichnam des Marschalls Duroc einbalsamiert, ehe er nach Paris transportiert wurde. Mit den Mitteln der Görlitzer Altstadtmillion konnten das Treppenhaus und der Hausflur denkmalgerecht restauriert werden.

### Brüderstraße 8

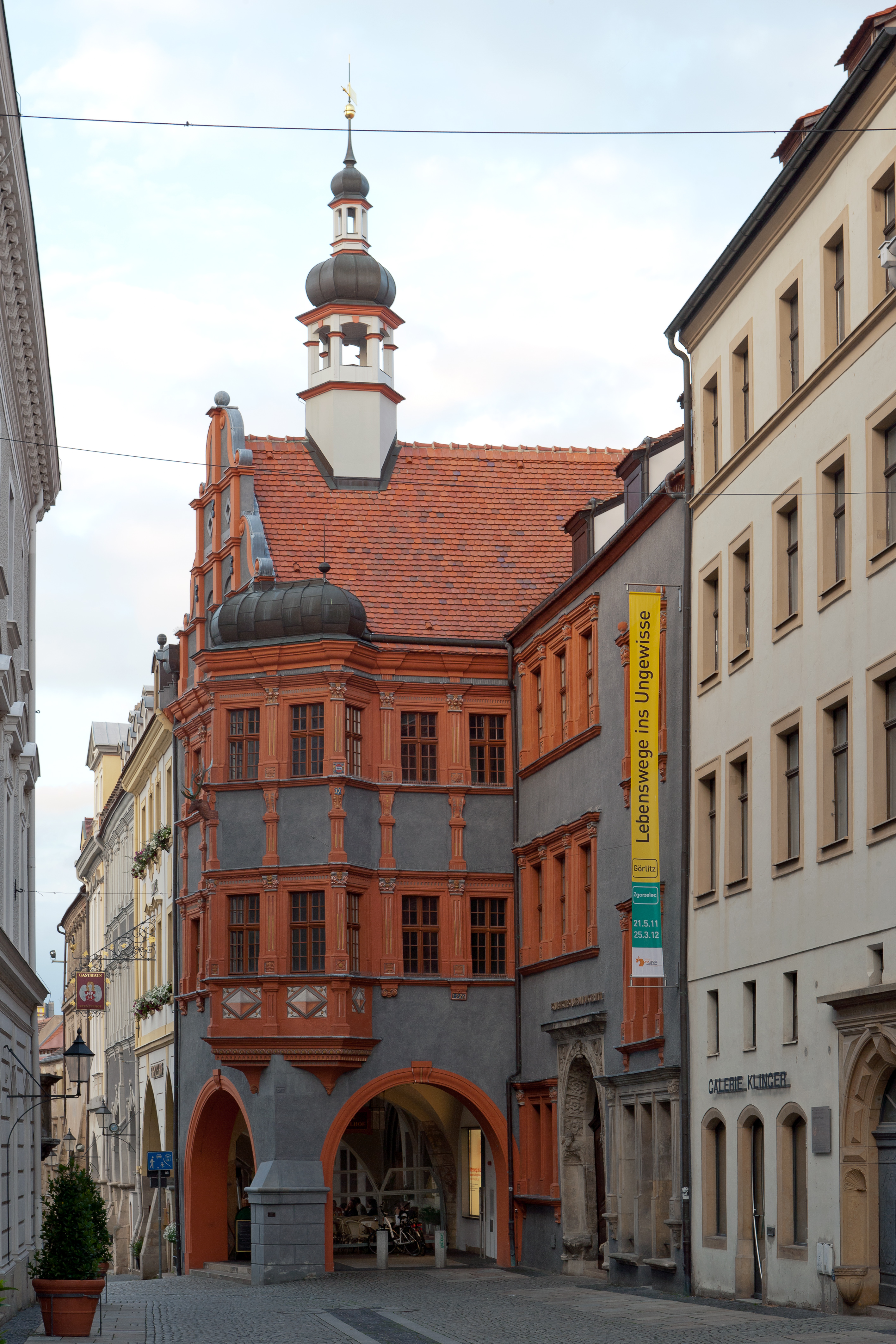
Der Schönhof

Im Haus Untermarkt 4/Brüderstraße 8, dem sogenannten Schönhof, befindet sich das Schlesische Museum. Städtebaulich liegt der Schönhof neben den Kaufmannshäusern des Untermarktes und schräg gegenüber dem Rathaus. Neben dem Vogtshof an der Peterskirche ist das die exponierteste Lage für einen repräsentativen Bau in der mittelalterlichen Stadt. Der Schönhof wurde als Wohnsitz führender Geschlechter der Stadt im Mittelalter errichtet. 1526 erfolgte eine Erneuerung in den Formen der Frührenaissance durch Wendel Roßkopf den Älteren, nachdem der Bau 1525 einem Stadtbrand zum Opfer gefallen war. Der Schönhof, einer der ältesten Renaissanceprofanbauten in Deutschland, wurde häufig als Herberge für offizielle Gäste der Stadt genutzt. Erhaltene bemalte Holzbalkendecken der Renaissance, illusionistische Portalrahmungen und ionische Sandsteinsäulen zeugen davon, dass das Gebäude höfischen Ansprüchen genügen sollte.

### Brüderstraße 9
Das Hallenhaus Brüderstraße 9 ist im Kern ein spätgotischer Bau. Es wurde vor 1480 errichtet und mehrfach umgestaltet. Erhalten geblieben sind die Haushalle, die im ersten Obergeschoss beginnt, und zwei barocke Säle mit Stuckdecken, die sich ebenfalls im ersten Obergeschoss befinden. Die Fassade des Hauses in ihrer heutigen Form wurde in der zweiten Hälfte des 19. Jahrhunderts gestaltet; sie wurde bei einer Renovierung im Jahr 1982 wieder vereinfacht, nachdem sie zwischenzeitlich im Stil der Neorenaissance umgestaltet worden war. Bei einem Umbau im Jahr 1887 wurde das Renaissanceportal beseitigt. Seit 1981 befindet sich eine Kopie dieses Portals an dem Haus. Mit den Mitteln der Görlitzer Altstadtmillion konnten bemalte Holzbalkendecken im Erdgeschoss restauriert werden. Gegenwärtig dient das Gebäude als Ausstellungsstück, um Besuchern die Entstehung und Nutzung der Görlitzer Hallenhäuser aufzuzeigen. Erhaltene Gebäudedokumente wie Eigentümerchroniken, Geschossbücher und Steuerunterlagen seit dem 14. Jahrhundert unterstützen die Bauforschung.

### Brüderstraße 10

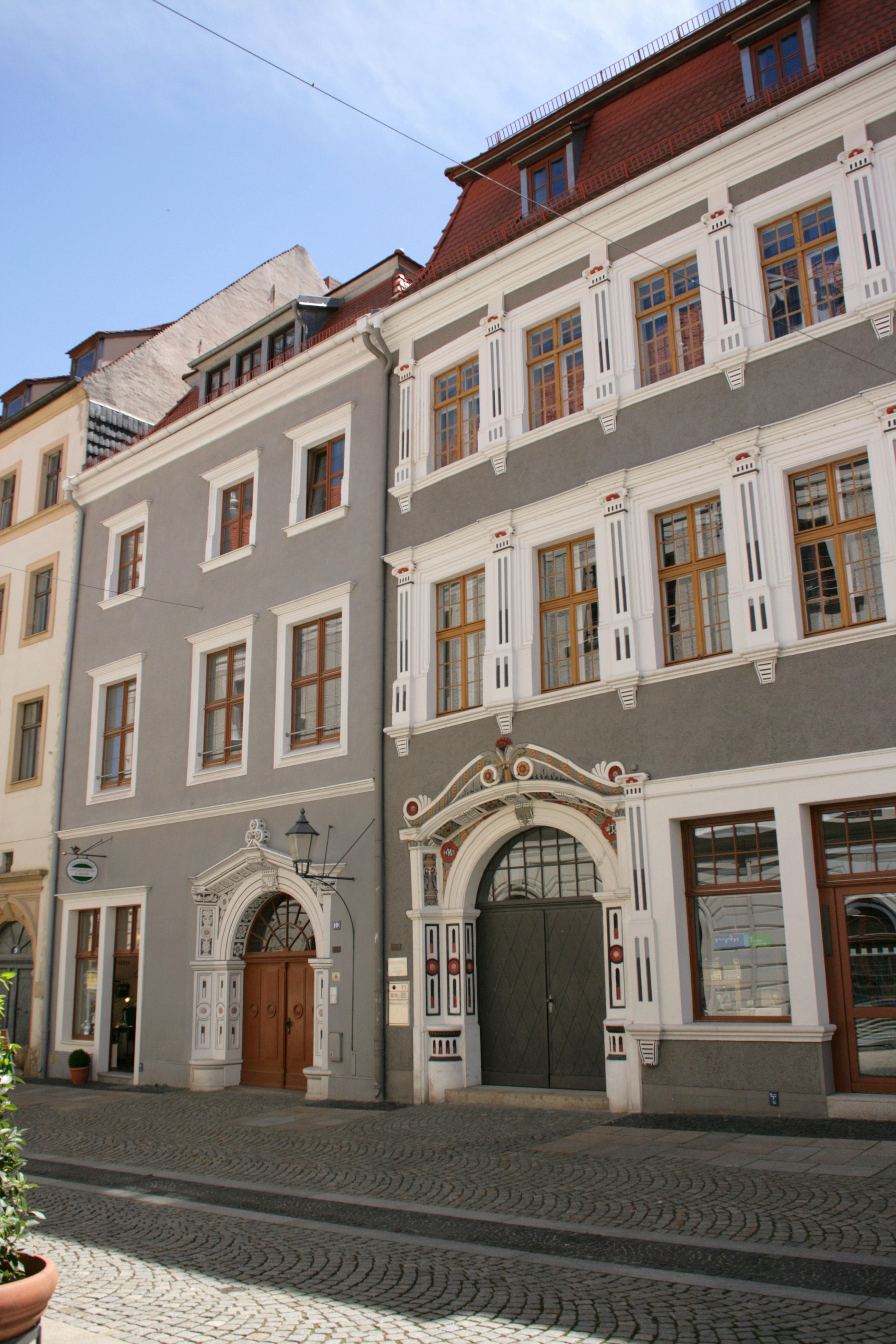
Brüderstraße 10 und 11

Das Haus Brüderstraße 10 wurde um 1570 errichtet und später mehrfach verändert. Es besitzt eine Renaissancefassade. Vom Renaissancesaal im ersten Obergeschoss ist eine reich verzierte Säule erhalten geblieben. Das Portal des Hauses ist älter als das Bauwerk selbst: Es stammt aus der Zeit um 1530/40 und gehörte ursprünglich zum Haus Peterstraße 11. Als dieses abgerissen wurde, wurde das Portal geborgen und in der Brüderstraße 10 eingebaut. Die Bildnisköpfe des Bauherren Martin Moller von Mollerstein und seiner Gattin wurden auf einer prunkvollen Säule plastisch angebracht. Mit den Mitteln der Görlitzer Altstadtmillion konnte diese Säule, sowie Dächer, Fenster, Türen, Eingangshalle und Treppenhaus des Gebäudes saniert werden.

### Brüderstraße 11
Die Fassade des Hallenhauses in der Brüderstraße 11 wurde von Wendel Roßkopf dem Älteren gestaltet. Sie weist die typische waagerechte Gliederung in Fensterbänder und die Pilaster zwischen den Fenstern auf, die Roßkopf häufig verwendete. Im rechten Zwickel des Portals sind Roßkopfs Monogramm und die Jahreszahl 1547 zu lesen. Damit gehört das Haus zu einem der letzten Werke Roßkopfs. Die Zentralhalle und der Renaissancesaal im Inneren des Hauses sind erhalten geblieben, obwohl das Haus im Laufe der Jahrhunderte mehrfach umgestaltet wurde. Auffallend ist der gebogene Architrav.

### Brüderstraße 16
Das Gebäude mit der Adresse Brüderstraße 16 ist ein viergeschossiger Renaissancebau, dessen Portal aus dem Jahr 1566 aber noch spätgotische Gestaltungsmerkmale aufweist. Das Haus wurde in der zweiten Hälfte des 16. Jahrhunderts erbaut; in seine Erdgeschosshalle wurde eine Holzbalkendecke mit einer Kaseinmalerei aus dem 17. Jahrhundert eingezogen, die ursprünglich im Haus Rathausstraße 9 eingebaut war und bei dessen Abriss gerettet wurde. Dargestellt ist die Jonasgeschichte. Die Decke ist mit Akanthuswerk verziert. Im ersten Obergeschoss befindet sich eine weitere bemalte Holzbalkendecke. Diese stammt aus der Barockzeit.
Ein Flügel des Alten Rathauses steht ebenfalls an der Brüderstraße.